# Eich (Andernach)
Eich ist ein Stadtteil sowie einer der vier Ortsbezirke der Stadt Andernach im Landkreis Mayen-Koblenz im nördlichen Rheinland-Pfalz. Eich war bis zum 7. November 1970 eine eigenständige Gemeinde.

## Geographische Lage
Das Dorf Eich ist etwa fünf Kilometer von der Kernstadt entfernt. In der Gemarkung Eich liegt auch der sogenannte Krayer Hof, eine noch gut erhaltene burgartige Anlage, deren Kern aus dem Spätmittelalter stammen dürfte.

## Geschichte
Bereits im Jahr 1026 wird im Verzeichnis des Kastor-Stiftes in Koblenz eine Kirche St. Remigius in „Eichin“ erwähnt, bei der es sich vielleicht um die Burgkapelle der Ritter von Eich handelte.
Seit 1699 findet eine jährliche Wallfahrt in den 18 km entfernten Wallfahrtsort St. Sebastian am Rhein statt. Laut einer Überlieferung gelobten die Eicher Bürger eine jährliche Wallfahrt, wenn sie von der damals wütenden Pest verschont würden. Bei der Rückkehr von der ersten Wallfahrt soll demnach auch die letzte, an der Pest verstorbene Person zu Grabe getragen worden sein.
Die bestehende Kirche wies offenbar erhebliche Baumängel auf und wurde 1748 vom damaligen Pastor als „feuchtes Loch“ bezeichnet. 1750 wurde daher eine neue Kirche in Eich gebaut und erneut der hl. Katharina geweiht. Damals hatte das Dorf etwa 300 Einwohner.
Am Ende des 19. Jahrhunderts stieg die Einwohnerzahl auf ca. 800 Einwohner. Zwischen 1894 und 1897 wurde daher eine neue Pfarrkirche erbaut. Diese stand erneut am selben Platz musste aber aufgrund ihrer Größe quer zu den bisherigen Bauten errichtet werden. Die Grundmauern der Kirche ruhen dabei zum Teil noch auf den Resten der ehemaligen Bauwerke, die teilweise bis auf eine mögliche ehemalige Eicher Ritterburg (zwischen 1100 und 1400) zurückgehen sollen. Die Kirche wurde am 26. Mai vom damaligen Trierer Bischof Michael Felix Korum auf den Namen Mariä Geburt geweiht. Kirchweih wird am 8. September, dem Kirchenfest „Mariä Geburt“ gefeiert.
Im Zuge der Verwaltungsreform wurde die bis dahin selbständige Gemeinde Eich mit seinerzeit 1.424 Einwohnern am 7. November 1970 in die Stadt Andernach eingemeindet.

## Wappen
Die ehemalige Gemeinde Eich führte ein Wappen.
| | Blasonierung: „In Silber auf einem roten Dreiberg ein grüner stilisierter symmetrischer Eichenbaum mit vier waagerechten Ästen und fünf Eichenblättern, je eins an den Astenden und der oberen Astgabelung. Die Helmdecke ist von Grün und Silber.“ |
| Wappenbegründung: Der rote Dreiberg symbolisiert das Wahrzeichen Eichs, den erloschenen Vulkan Nastberg, die stilisierte Eiche weist auf das Wappen des Ritters Peter von Eich hin und hat Ähnlichkeit mit dem Wappen der Ritter von Gramann zu Nickenich. Die Ritter von Eich waren 1269, 1271–1469 Herren von Olbrück. | |

## Politik

### Ortsbezirk
Für den Stadtteil Eich ist ein Ortsbezirk gebildet. Der Ortsbezirk Eich umfasst das Gebiet der ehemaligen Gemeinde Eich. Die Hauptsatzung der Stadt Andernach sieht für jeden Ortsbezirk einen Ortsbeirat vor und legt die Zahl der Mitglieder des Ortsbeirates Eich derzeit auf neun fest. Außerdem sieht die Hauptsatzung für die Ortsbezirke Ortsvorsteher sowie stellvertretende Ortsvorsteher vor.

### Ortsbeirat
Bei der Kommunalwahl am 9. Juni 2024 wurden die Beiratsmitglieder in einer personalisierten Verhältniswahl gewählt. Die Sitzverteilung im gewählten Ortsbeirat:
| Wahl | SPD | CDU | FWG | Gesamt  |
| ---- | --- | --- | --- | ------- |
| 2024 | 3   | 2   | 4   | 9 Sitze |
| 2019 | 4   | 5   | –   | 9 Sitze |
| 2014 | 3   | 5   | 1   | 9 Sitze |
| 2009 | 3   | 5   | 1   | 9 Sitze |

- FWG = Freie Wählergruppe Andernach e. V.

### Ortsvorsteher
Maximilian Janz (FWG) wurde am 8. Juli 2024 Ortsvorsteher von Eich. Bei der Stichwahl am 23. Juni 2024 hatte er sich mit einem Stimmenanteil von 68,8 % durchgesetzt, nachdem bei der Direktwahl am 9. Juni 2024 keiner der ursprünglich drei Bewerber eine ausreichende Mehrheit erreicht hatte.
Der Vorgänger von Janz, Andreas Lehmann (CDU), hatte das Amt 2019 von Alfons Schumacher (CDU), der nach 15 Jahren im Amt nicht erneut kandidiert hatte, übernommen und war bei der Wahl 2024 im ersten Wahlgang als Drittplatzierter ausgeschieden.

## Wirtschaft und Infrastruktur
Bis zur Mitte des 20. Jahrhunderts war die Landwirtschaft bestimmendes Element in Eich, wenn auch schon ab dem 18. Jahrhundert in der Gemarkung am Vulkan Nastberg Basaltlava abgebaut wurde, die als Baumaterial für die Koblenzer Festungsbauten Verwendung fand. Nach dem Zweiten Weltkrieg wurde im Umland Bims abgebaut. Heute gibt es in Eich nur noch drei hauptberufliche Landwirte. Außerdem gibt es einige mittelständische Unternehmen und Handwerksbetriebe (u. a. zwei Bauunternehmen, Heizungsbau) sowie einige kleinere Dienstleistungsbetriebe. Von ehemals acht Gaststätten gibt es heute nur noch zwei, ein Bürgerhaus und ein Lokal. Aber es entstand ein weiteres Lokal für Wanderer (wobei es sich um eine Blockhütte handelt).

## Bildung
In Eich gibt es eine Grundschule mit Kinderhort (städtischer Kinderhort „Am Nastberg-Eich“), eine Kindertagesstätte (städtische Kindertagesstätte „Eich-Hörnchen“) und eine Außenstelle des Jugendzentrums Andernach. Weiterführende Schulen befinden sich in der Kernstadt Andernach.

## Tourismus und Sehenswürdigkeiten
In der Mitte des Ortes erhebt sich die, von 1894 bis 1897 im Stil der Neugotik, unter der Leitung des in Lüftelberg geborenen Architekten Anton Becker (1853–1899) erbaute katholische Pfarrkirche Mariä Geburt. Sie enthält u. a. sechs holzgeschnitzte Heiligenfiguren des Mayener Künstlers Heinrich Alken (1753–1827).
Zwischen dem eigentlichen Ort Eich und dem Krayer Hof befindet sich ein alter Friedhof der Mennoniten.
Der Vulkan Nastberg und die große Abbaugrube für Basaltlava sind touristisch als Informations- und Wanderweg in den von der VULKANPARK GmbH betriebenen Vulkanpark im Landkreis Mayen-Koblenz eingebunden. Neben zahlreichen Informationen über den Vulkanismus in der Eifel (und im an diese angrenzenden Mittelrheingebiet, in dem der Nastberg liegt), bietet ein Aufstieg bis zum Gipfelkreuz einen einmaligen Ausblick auf Eich, die Pellenz und über das Neuwieder Becken.
- Siehe auch: Liste der Kulturdenkmäler in Andernach

## Persönlichkeiten
- Guillaume Apollinaire (1880–1918), französischer Dichter, wohnte in den Jahren 1901/02 zeitweilig als Hauslehrer auf Burg Kray.
- Manni Schmidt (* 1964), Gitarrist der deutschen Heavy-Metal-Bands Rage und Grave Digger, ist in Andernach geboren und lebte einige Jahre in Eich.[11]